# Штюбнер, Йорг
Йорг Штюбнер (нем. Jörg Stübner; 23 июля 1965, Фрайберг, Саксония — 24 июня 2019, Дрезден) — восточногерманский футболист, игравший на позиции полузащитника. За сборную ГДР сыграл 47 матчей.

## Биография

### Клубная карьера
Штюбнер начинал молодёжную карьеру в клубе «Мотор», а в 1979 году был переведён в дрезденское «Динамо». Во взрослом футболе дебютировал в Оберлиге 13 августа 1983 года в 1-м туре в матче с «Хеми» — тот матч закончился со счётом 1:1. В том дебютном для Штюбнера сезоне «Динамо» стало вторым, но команда завоевала Кубок ГДР. Штюбнер был одним из лучших полузащитников, обладал техническим мастерством. В составе дрезденского «Динамо» завоевал два чемпионских титула и 3 Кубка ГДР. Всего за дрезденское «Динамо» сыграл во всех турнирах 249 матчей и забил 24 гола.
В течение недолгого времени играл за «Заксен» и «Нойбранденбург 04». Закончил игровую карьеру в 1994 году в 29 лет.

### Карьера в сборной
За сборную ГДР дебютировал 17 ноября 1984 года в матче европейского отбора на чемпионат мира 1986 года против сборной Люксембурга — сборная ГДР выиграла матч со счётом 5:0. Штюбнер играл за сборную в отборе на чемпионат Европы 1988 года и чемпионат мира 1990 года. Всего за сборную ГДР сыграл 47 матчей и забил 1 гол.

### Смерть
Скоропостижно скончался в Дрездене 24 июня 2019 года в возрасте 53 лет.

## Достижения
«Динамо» Дрезден
- Чемпион ГДР (2) : 1988/89, 1989/90
- Обладатель Кубка ГДР (3) : 1983/84, 1984/85, 1989/90